# Chris Froome
Christopher Froome, född 20 maj 1985 i Nairobi, Kenya, är en brittisk landsvägscyklist. Han tävlar för stallet Israel-Premier Tech. Froome föddes i Kenya och flyttade tillsammans med sin familj till Sydafrika som tonåring. Han började representera Sydafrika som landsvägscyklist, men sedan 2008 har han tävlat för Storbritannien.

## 2011-2012
I Vuelta a España 2011 slutade Froome tvåa totalt i sammandraget, slagen med endast 13 sekunder av spanjoren Juan José Cobo. Först år 2019 tilldelades Froome segern, efter att Cobo diskats i efterhand för doping. 
Under Tour de France 2012 slutade Froome tvåa i sammandraget efter landsmannen och stallkamraten Bradley Wiggins. Froome vann etapp 7 under loppet och fick också bära den rödprickiga bergspriströjan under etapp 8. Bara en vecka efter att han säkrade andraplatsen i Tour de France tog han brons vid herrarnas tempolopp i landsvägscykling vid olympiska sommarspelen 2012.
Han avslutade säsongen genom att sluta fyra i sammandraget i Vuelta a España.

## 2013
Froome inledde 2013 års säsong genom att vinna etapploppet Vuelta a España Froome hade en mycket bra vår 2013, då han vann etapploppen Tour of Oman, Critérium International, Romandiet runt och Critérium du Dauphiné.[källa behövs] Han var därför storfavorit att vinna Tour de France, och på den första bergsetappen tog han över den gula ledartröjan genom att vinna etappen före sin lagkamrat Richie Porte. Froome vann även den prestigefyllda etappen till Mont Ventoux och drygade därmed ut sin ledning i totalen. Tre dagar senare tog han sin tredje etappseger genom att vinna  tempoloppet till Chorges. Froome hade därefter inga större problem att försvara ledartröjan under de följande tre bergsetapperna innan loppet avslutades i Paris, där han stod högst upp på podiet mellan Nairo Quintana och Joaquím Rodríguez.
I slutet av 2013 års säsong var Froome med i Team Skys lagtempolag som tog brons vid cykel-VM i Florens.

## 2014
Froome startade 2014 års säsong lika bra som förra genom att vinna Tour of Oman. Han vann även Romandiet runt framför Simon Špilak för andra året i rad. Froomes stora mål för säsongen var återigen Tour de France, men britten tvingades bryta redan på den femte etappen efter att ha vurpat tre gånger på två dagar. Froome ställde upp i Vuelta a España 2014, årets sista Grand Tour. Där slutade han tvåa bakom spanjoren Alberto Contador.

## 2015
Andalucía, innan han misslyckades med att försvara sin titel i Romandiet runt. Froome slutade istället trea, och vann gjorde ryssen Ilnur Zakarin. I juni ställde Froome upp i det franska etapploppet Critérium du Dauphiné. Han såg länge ut att inte kunna utmana om slutsegern, men två etappsegrar under de två avslutande etapperna bäddade för totalsegern. Tvåa i totaltävlingen blev amerikanen Tejay van Garderen.
Froome klev in i Tour de France 2015 som ledare för Team Sky. På den andra etappen slutade han tvåa bakom spanjoren Joaquím Rodríguez och ta över ledartröjan, en tröja som han förlorade redan under nästa etapp till Tony Martin. På etapp sju lyckades Froome återigen ta över ledningen, efter att Martin tvingats bryta. Froome vann etapp 10 före Richie Porte och Nairo Quintana, och drygade ut sin ledning i totaltävlingen. Han attackerades flera gånger av totaltvåan Nairo Quintana under den sista veckan, men lyckades hålla undan och vinna sin andra Tour de France med drygt en minuts marginal.

## 2016
Froome tog en bronsmedalj i herrarnas tempolopp i landsvägscykling vid olympiska sommarspelen 2016. 
Chris Froome vann Tour De France 2016 framför Romain Bardet och Nairo Quintana som slutade tvåa respektive trea.

## Meriter (urval)
2008
Giro del Capo
2:a Totalt
2009
Giro del Capo
1:a, Dag 2
Anatomic Jock Race
1:a
2010
Nationsmästerskapens tempolopp
2:a
Samväldesspelens tempolopp
5:a
2011
Vuelta a España
1:a totalt efter att Cobo diskats år 2019
1:a, Etapp 17
Bar  Röda ledartröjan under Etapp 11
Tour of Beijing
3:a totalt
2012
Olympiska spelen
3:a  Tempolopp
Tour de France
2:a totalt
1:a, Etapp 7
Bar  den rödprickiga bergspriströjan under Etapp 8
Vuelta a España
4:a totalt
Critérium du Dauphiné
4:a totalt
2013
Tour de France
1:a  Totalt
1:a, Etapp 8, 15 & 17
Critérium International
1:a  totalt
1:a, Etapp 3
Romandiet runt
1:a  totalt
1:a, Prolog
Tirreno–Adriatico
1:a, Etapp 4
Critérium du Dauphiné
1:a  totalt
1:a, Etapp 5
Tour of Oman
1:a  totalt
1:a  poängtävlingen
1:a, Etapp 5
Världsmästerskapen
3:a  Lagtempo
2014
Romandiet runt
1:a  totalt
1:a, Etapp 5
Critérium du Dauphiné
1:a, Etapp 1 & 2
1:a  poängtävlingen
Tour of Oman
1:a  totalt
1:a, Etapp 5
Vuelta a España
2:a totalt
2015
Tour de France
1:a  Totalt
1:a  Bergspristävlingen
1:a, Etapp 10
Critérium du Dauphiné
1:a  totalt
1:a, Etapp 7 & 8
Vuelta a Andalucía
1:a  totalt
1:a  poängtävlingen
1:a, Etapp 4
2016
Olympiska spelen
3:a  Tempolopp
2017
Vuelta a España
1:a totalt

### Resultat i Grand Tours
| Grand Tour      | 2008 | 2009 | 2010 | 2011 | 2012 | 2013 | 2014 | 2015 | 2016 | 2017 | 2018 |
| --------------- | ---- | ---- | ---- | ---- | ---- | ---- | ---- | ---- | ---- | ---- | ---- |
| Giro d'Italia   | —    | 36   | X    | —    | —    | —    | —    | —    |      |      | 1    |
| Tour de France  | 84   | —    | —    | —    | 2    | 1    | X    | 1    | 1    | 1    |      |
| Vuelta a España | —    | —    | —    | 21   | 4    | —    | 2    | —    | 2    | 1    |      |

X = Bröt loppet